# Blue October/Diskografie
Diese Diskografie ist eine Übersicht über die musikalischen Werke der US-amerikanischen Alternative-Rock-Band Blue October. Den Schallplattenauszeichnungen zufolge hat sie bisher mehr als 3,1 Millionen Tonträger verkauft. Ihre erfolgreichste Veröffentlichung ist das Album Foiled mit über 1,1 Millionen verkauften Einheiten.

## Alben

### Studioalben
| Jahr | Titel Musiklabel                                                  | Höchstplatzierung, Gesamtwochen, AuszeichnungChartplatzierungen (Jahr, Titel, Musiklabel, Platzierungen, Wochen, Auszeichnungen, Anmerkungen) | Höchstplatzierung, Gesamtwochen, AuszeichnungChartplatzierungen (Jahr, Titel, Musiklabel, Platzierungen, Wochen, Auszeichnungen, Anmerkungen) | Anmerkungen                            |
| Jahr | Titel Musiklabel                                                  | DE | US | Anmerkungen                            |
| ---- | ----------------------------------------------------------------- | --- | --- | -------------------------------------- |
| 1998 | The Answers Ro-Dan Productions (Ro-Dan)                           | — | — | Erstveröffentlichung: 1998             |
| 2000 | Consent to Treatment Universal Records (UMG)                      | — | — | Erstveröffentlichung: 15. August 2000  |
| 2003 | History for Sale Brando Records (UMG)                             | — | — | Erstveröffentlichung: 8. April 2003    |
| 2006 | Foiled Universal Records (UMG)                                    | — | US29 Platin · (62 Wo.)US | Erstveröffentlichung: 4. April 2006    |
| 2009 | Approaching Normal Universal Records (UMG)                        | — | US13 (16 Wo.)US | Erstveröffentlichung: 20. März 2009    |
| 2011 | Any Man in America Up/Down Records (U/DR)                         | DE100 (1 Wo.)DE | US8 (4 Wo.)US | Erstveröffentlichung: 16. August 2011  |
| 2013 | Sway Up/Down Records (U/DR)                                       | — | US13 (3 Wo.)US | Erstveröffentlichung: 30. August 2013  |
| 2016 | Home Up/Down Records (U/DR)                                       | — | US19 (1 Wo.)US | Erstveröffentlichung: 22. April 2016   |
| 2018 | I Hope You’re Happy Up/Down Records (U/DR)                        | — | US28 (1 Wo.)US | Erstveröffentlichung: 17. August 2018  |
| 2020 | This Is What I Live For Up/Down-Brando Records (U/DR)             | — | US102 (1 Wo.)US | Erstveröffentlichung: 23. Oktober 2020 |
| 2022 | Spinning the Truth Around (Part I) Up/Down-Brando Records (U/DR)  | — | — | Erstveröffentlichung: 14. Oktober 2022 |
| 2023 | Spinning the Truth Around (Part II) Up/Down-Brando Records (U/DR) | — | — | Erstveröffentlichung: 13. Oktober 2023 |

### Livealben
| Jahr | Titel Musiklabel                                                        | Höchstplatzierung, Gesamtwochen, AuszeichnungChartplatzierungen (Jahr, Titel, Musiklabel, Platzierungen, Wochen, Auszeichnungen, Anmerkungen) | Höchstplatzierung, Gesamtwochen, AuszeichnungChartplatzierungen (Jahr, Titel, Musiklabel, Platzierungen, Wochen, Auszeichnungen, Anmerkungen) | Anmerkungen                              |
| Jahr | Titel Musiklabel                                                        | DE | US | Anmerkungen                              |
| ---- | ----------------------------------------------------------------------- | --- | --- | ---------------------------------------- |
| 2004 | Argue with a Tree Brando Records (UMG)                                  | — | — | Erstveröffentlichung: 2004               |
| 2010 | Foiled for the Last Time Universal Records (UMG)                        | — | US106 (2 Wo.)US | Erstveröffentlichung: 25. September 2007 |
| 2011 | Ugly Side: An Acoustic Evening with Blue October Up/Down Records (U/DR) | — | US79 (1 Wo.)US | Erstveröffentlichung: 26. April 2011     |
| 2015 | Things We Do at Night (Live from Texas) Up/Down Records (U/DR)          | — | US175 (1 Wo.)US | Erstveröffentlichung: 10. November 2015  |
| 2019 | Live from Manchester Up/Down-Brando Records (U/DR)                      | — | — | Erstveröffentlichung: 29. November 2019  |

## Singles
| Jahr | Titel Album                                                                       | Höchstplatzierung, Gesamtwochen, AuszeichnungChartplatzierungen (Jahr, Titel, Album, Platzierungen, Wochen, Auszeichnungen, Anmerkungen) | Höchstplatzierung, Gesamtwochen, AuszeichnungChartplatzierungen (Jahr, Titel, Album, Platzierungen, Wochen, Auszeichnungen, Anmerkungen) | Anmerkungen                              |
| Jahr | Titel Album                                                                       | DE | US | Anmerkungen                              |
| ---- | --------------------------------------------------------------------------------- | --- | --- | ---------------------------------------- |
| 2006 | Hate Me Foiled                                                                    | — | US31 Platin · (28 Wo.)US | Erstveröffentlichung: 2006               |
| 2006 | Into the Ocean Foiled                                                             | — | US53 Platin · (20 Wo.)US | Erstveröffentlichung: 2006               |
| 2008 | Dirt Room Approaching Normal                                                      | — | — | Erstveröffentlichung: 2008               |
| 2009 | Jump Rope Approaching Normal                                                      | DE65 (9 Wo.)DE | — | Erstveröffentlichung: 2009               |
| 2011 | The Chills Any Man in America                                                     | — | — | Erstveröffentlichung: 31. Mai 2011       |
| 2011 | The Feel Again (Stay) Any Man in America                                          | — | — | Erstveröffentlichung: 14. Juni 2011      |
| 2012 | The Scar Sway                                                                     | — | — | Erstveröffentlichung: 18. Dezember 2012  |
| 2013 | Bleed Out Sway                                                                    | — | — | Erstveröffentlichung: 25. Juni 2013      |
| 2014 | Fear –                                                                            | — | — | Erstveröffentlichung: 30. September 2014 |
| 2016 | Coal Makes Diamonds Home                                                          | — | — | Erstveröffentlichung: 16. September 2016 |
| 2018 | I Hope You’re Happy                                                               | — | — | Erstveröffentlichung: 12. Januar 2018    |
| 2018 | How to Dance In Time I Hope You’re Happy                                          | — | — | Erstveröffentlichung: 17. Juli 2018      |
| 2018 | Daylight I Hope You’re Happy                                                      | — | — | Erstveröffentlichung: 28. September 2018 |
| 2019 | King I Hope You’re Happy                                                          | — | — | Erstveröffentlichung: 22. März 2019      |
| 2020 | Oh My My This Is What I Live For                                                  | — | — | Erstveröffentlichung: 28. Februar 2020   |
| 2020 | Moving On (So Long) This Is What I Live For                                       | — | — | Erstveröffentlichung: 25. September 2020 |
| 2020 | The Girl Who Stole My Heart Spinning the Truth Around (Part I)                    | — | — | Erstveröffentlichung: 24. Dezember 2020  |
| 2022 | Spinning the Truth Around Spinning the Truth Around (Part I)                      | — | — | Erstveröffentlichung: 15. Juli 2022      |
| 2022 | Where Did You Go I’m Less of a Mess These Days Spinning the Truth Around (Part I) | — | — | Erstveröffentlichung: 14. September 2022 |
| 2022 | Shut Up I Want You to Love Me Back Spinning the Truth Around (Part I)             | — | — | Erstveröffentlichung: 12. Oktober 2022   |
| 2023 | Down Here Waiting Spinning the Truth Around (Part II)                             | — | — | Erstveröffentlichung: 7. Juli 2023       |
| 2023 | All I See is You Spinning the Truth Around (Part II)                              | — | — | Erstveröffentlichung: 22. September 2023 |
| 2023 | Sideways Spinning the Truth Around (Part II)                                      | — | — | Erstveröffentlichung: 11. Oktober 2023   |
| 2024 | Everything We Lost in the Fire –                                                  | — | — | Erstveröffentlichung: 29. März 2024      |
| 2025 | Hot Stuff –                                                                       | — | — | Erstveröffentlichung: 31. März 2025      |

## Promoveröffentlichungen

### EPs
| Jahr | Titel Musiklabel                     | Anmerkungen                |
| ---- | ------------------------------------ | -------------------------- |
| 2006 | Foiled Again Universal Records (UMG) | Erstveröffentlichung: 2006 |

### Promo-Singles
- 2000: Breakfast After 10
- 2000: James
- 2003: Calling You
- 2006: She’s My Ride Home
- 2006: X-Amount of Words
- 2012: The Worry List
- 2013: Angels in Everything

## Sonderveröffentlichungen

### Samplerbeiträge
- 2000: Gravity Games 2000: Summer Sounds Vol. 1 (mit dem Song James)
- 2002: Local Licks Live 13 (mit dem Song Ugly Side Promotion für das 2003 erschienene Album History for Sale)
- 2004: Live from the Planet Archives: Volume 1 (mit dem Song Calling You)
- 2005: Stormaid: The Concert (mit den Songs Calling You und Inner Glow)
- 2005: Now That’s What I Call Music! 20 (mit dem Song 18th Floor Balcony)
- 2006: The 97X Green Room: Volume 2 (mit einer Live-Akustik-Version Hate Me)
- 2006: Big Shiny Tunes 11 (mit dem Song Hate Me
- 2008: Horrorfest III: 8 Songs To Die For (mit dem Song Holler) – mit Ministry und The Revolting Cocks
- 2011: All About Bullies Big and Small (mit dem Song Jump Rope) – für All About Bullies, einer Organisation für Mobbing-Aufklärung

### Soundtrackbeiträge
- 2003: Music from the Motion Picture – American Wedding (mit dem Song Calling You)
- 2006: Music from the Motion Picture – Saw III (mit dem Song Drilled A Wire Through My Cheek)
- 2006: Laguna Beach: The Real Orange County (mit dem Song Hate Me)
- 2007: Moonlight TV Soundtrack (mit den Songs Calling You und Into The Ocean)
- 2007: Life is Wild (mit dem Song Calling You) – Soundtrack
- 2007: Jericho Soundtrack (mit den Songs Calling You und Into the Ocean)
- 2007: The Sopranos Soundtrack (mit dem Song Into the Ocean)
- 2007: Ghost Whisperer Soundtrack (mit dem Song Congratulations)
- 2008: Numb3rs Soundtrack (mit dem Song Into the Ocean)
- 2009: NCIS: The Official TV Soundtrack (mit dem Song Kangaroo Cry)
- 2009: Music from the Motion Picture – Twilight (mit dem Song Say It)
- 2009: So You Think You Can Dance (mit dem Song 18th Floor Balcony)

## Statistik

### Chartauswertung
|                     | DE    | US     |
| ------------------- | ----- | ------ |
| Nummer-eins-Alben   | DE—DE | US—US  |
| Top-10-Alben        | DE—DE | US1US  |
| Alben in den Charts | DE1DE | US10US |

|                       | DE    | US    |
| --------------------- | ----- | ----- |
| Nummer-eins-Singles   | DE—DE | US—US |
| Top-10-Singles        | DE—DE | US—US |
| Singles in den Charts | DE1DE | US2US |

### Auszeichnungen für Musikverkäufe
| Platin-Schallplatte - Kanada - 2007: für das Album Foiled |

Anmerkung: Auszeichnungen in Ländern aus den Charttabellen bzw. Chartboxen sind in ebendiesen zu finden.
| Land/RegionAuszeichnungen für Musikverkäufe (Land/Region, Auszeichnungen, Verkäufe, Quellen) | Gold | Platin     | Verkäufe  | Quellen         |
| -------------------------------------------------------------------------------------------- | ---- | ---------- | --------- | --------------- |
| Kanada (MC)                                                                                  | —    | Platin1    | 100.000   | musiccanada.com |
| Vereinigte Staaten (RIAA)                                                                    | —    | 3× Platin3 | 3.000.000 | riaa.com        |
| Insgesamt                                                                                    | —    | 4× Platin4 |           |                 |